# BNP Paribas Masters 2014
BNP Paribas Masters 2014 — тенісний турнір, що проходив на кортах з твердим покриттям у місті Paris, Франція з 27 жовтня. Належав до категорії ATP World Tour Masters 1000.

## Фінальна частина

### Одиночний розряд
Новак Джокович —  Милош Раонич 6–2, 6–3

### Парний розряд
Боб Браян /  Майк Браян —  Марцин Матковський /  Юрген Мельцер 7–6(7–5), 5–7, [10–6]